# Архитектура Не-RAID дискова
Најраширенији стандард за конфигурисање више дискова је RAID. Постоје стандардне и нестандардне RAID конфигурације. Non-RAID (Не-RAID) архитектура такође постоји и тако се назива због њене сличности са обичним RAID-ом. Постоје:
- JBOD (енгл. Just a bunch of disks) представља низ дискова од којих свакоме може да се приступи директно, као једном независном диску.
- SPAN или BIG је метод комбиновања слободног простора са више дискова ради прављења једне форматиране партиције на којој се су подаци распоређени на више дискова (распонована партиција, енгл. spanned volume). Овакав ланац дискова се често назива и JBOD. SPAN обично представља само распоновану партицију док JBOD може бити више индивидуалних логичких дискова или више распонованих партиција.[1]
- MAID представља систем који користи стотине или хиљаде дискова за скоро-онлајн (енгл. nearline) складиштењеne.

## JBOD
JBOD (енгл. Just a bunch of disks) је систем у коме користимо више дискова али не у RAID конфигурацији. Дискови се могу третирати као одвојене 
логичке партиције или се могу комбиновати тако да заједно чине једну већу логичку партицију користећи систем као што је LVM.

## Конкатенација (SPAN, BIG)
Конкатенација (енгл. Concatenation) није једна од бројних RAID нивоа већ ке популаран метод за комбиновање више физичких дискова у један логички диск. SPAN не пружа никакву редудантност података. Дискови су само конкатирани заједно, од краја ка почетка, тако да представљају један велики диск.
На дијаграму са слике подаци су конкатирани од краја диска 0 (блок A63) до почетка диска 1 (блок A64); од краја диска 1(блок A91) до почетка диска 2 (блок A92). Ако би се користио RAID 0, дискови 0 и 1 би били окрњени на 28 блокова, на величину најмањег диска у низу (диск 1) за укупну величину од 84 блокова.
Оно што чини SPAN или BIG различитим од класичне RAID конфигурације је тип дискова који се користи. RAID захтева да сви дискови буду приближног капацитета док распонована партиција ово не захтева..

### Имплементације
Почетно издање Мајкрософтовог "Windows Home" сервера користи технологију "проширивања дискова", при чему оперативни систем комбинује низови\е независних дискова да би они формирали један скуп (базен, енгл. pool) доступног простора. Ово складиште је представљено кориснику као један скуп мрежних дељења. Ова технологија се проширује пружајући редундантност података путем софтвера, односно, дељена ставка може бити означена за ознаком за дуплирање, која сигнализира оперативном систем да копија података треба да се чува на више физичких дискова, док ће корисник видели само једну инстанцу својих података. Ова функција је уклоњена из "Windows Home" сервера у свом каснијем издању.
Грејхол (енгл. Greyhole) представља апликацију која гомила дискове у један скуп или базен (енгл. "disk-pooling application") и имплементира "базен за складиштење" (енгл. storage pool). Овај базен је створио логички диск који је велики као збир свих физичких дискова који су део њега. Грејхол такође обезбеђује редундантност података путем софтвера - корисник може конфигурисати број копија датотека које ће Греихоле да одржи. Греихоле ће онда обезбедити да се за сваки фајл креира тачан број помоћних копија и одржава на више физичких дискова. Корисник види само једну копију сваког фајла.

## MAID
MAID представља масивни низ беспослених дискова (енгл, massive array of idle drives) које користи за скоро-онлајн складиштењеne података. MAID је дизајниран за "пиши једном, читај повремено" (Write Once, Read Occasionally - WORO ) апликације.
У поређењу са RAID технологијом, MAID има повећану густину података и смањену цену, потрошњу електричне енергије и мање захтеве за систем хлађења. Међутим, ове предности доносе са собом и повећање времена кашњења, значајно смањење протока и смањење редудантности. Ниске стопе искоришћености диска могу смањити поузданост великих PATA и SATA дискова који су намењени потрошачима. Дискови који имају више spin-up/spin-down циклуса (као нпр. код лаптопова) су значајно скупљи. Временски заостатак података може бити дугачак чак и десетина секунди. MAID може допунити или заменити касетне библиотеке у Хијерархији складиштење података.
Да би се направио компромис између времена приступа и чувања енергије, неки MAID-ови (као што је Nexsan-ов AutoMAID) припојавају дискове који могу радити на нижим брзинама.
Огромни системи за складиштење дискова који су базирани на MAID архитектурама дозвољавају густо паковање дискова и дизајнирани су тако да имају само 25% дискова који се врте истовремено.